# Kálmán Széll

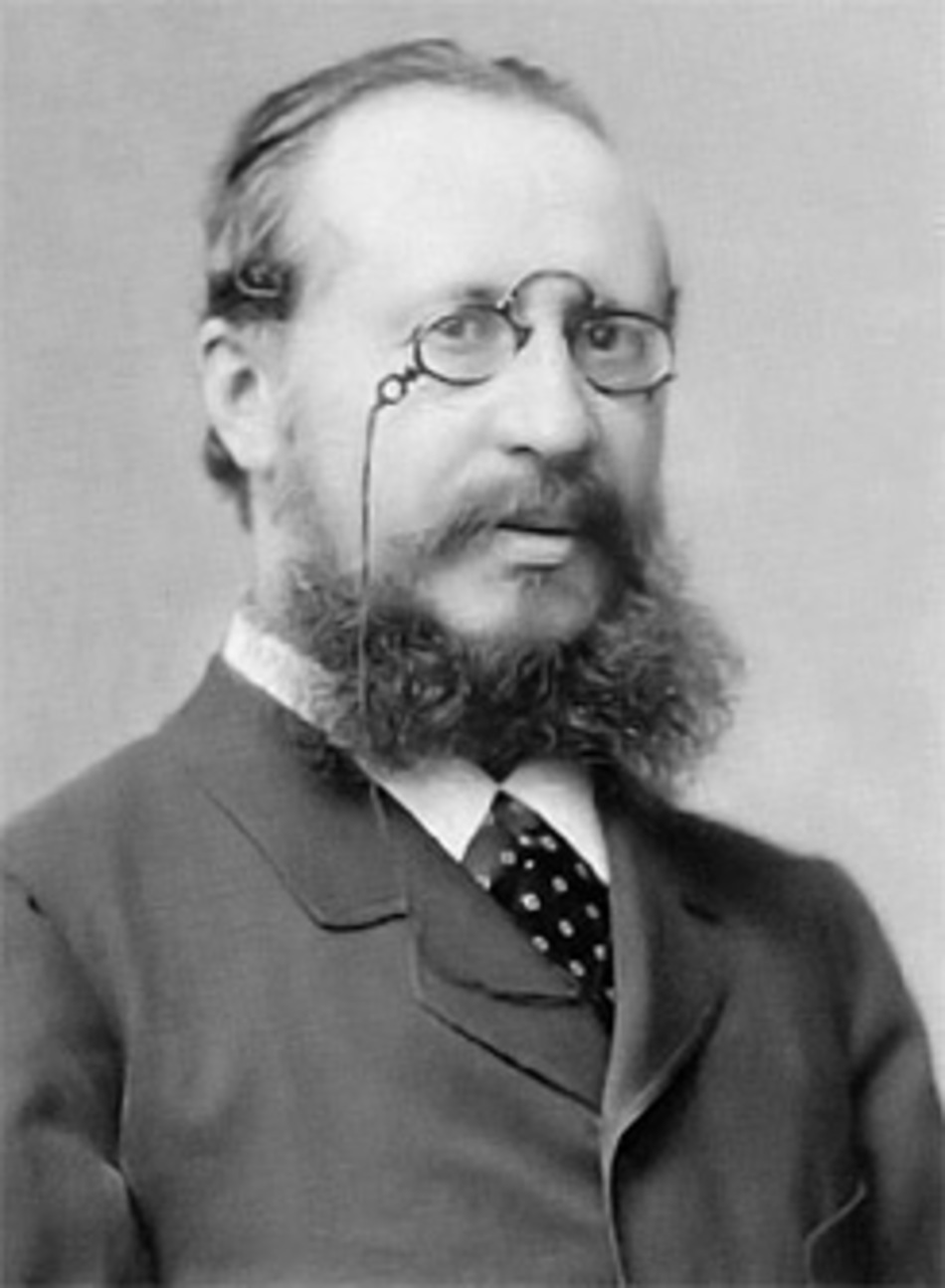
Kálmán Széll

Kálmán Széll de Duka et Szentgyörgyvölgy (Gasztony, 8 juni 1843 - Rátót, 16 augustus 1915) was een Hongaars politicus en eerste minister van Hongarije van 1899 tot 1903.

## Biografie
Hoewel Széll eerst voor een loopbaan als rechter had gekozen, legde hij zich naderhand toe op economische en financiële vraagstukken. Hij was een vertrouweling van Ferenc Deák en zijn vrouw Ilona (de dochter van dichter Mihály Vörösmarty) was diens voogd.
Sinds de heropening van de Hongaarse Landdag in 1865, was hij afgevaardigde voor het district Szentgotthárd. In 1875 werd hij minister van Financiën in de regering van Kálmán Tisza, waar hij voor de opgave stond de kredietwaardigheid van Hongarije weer op te krikken. Omdat hij vreesde voor de negatieve economische gevolgen van de Oostenrijks-Hongaarse invasie van Bosnië-Herzegovina na het Congres van Berlijn, verliet hij uit ongenoegen de regering. Desalniettemin bleef hij voor de Liberale Partij afgevaardigde in de Rijksdag tot 1911, maar uitte hij wel veel kritiek op het financiële beleid van de regering-Tisza. Daarnaast was hij werkzaam als bankier in Wenen.
Na het aftreden van Dezső Bánffy werd Széll door koning Frans Jozef op 26 februari 1899 tot premier van Hongarije benoemd en zorgde hij voor vrede in de Rijksdag door een einde maken aan de obstructie van de oppositie tegenover de regering. Hij voerde een belastinghervorming door, alsook nieuwe regelgeving voor het bank- en financiewezen. Hij was de eerste Hongaarse regeringsleider die er zich actief voor inspande om de invloed van de financiële instellingen van de etnische minderheden in te perken, zoals bijvoorbeeld de Slovaakse Tatra Bank. Op vlak van andere dwangmaatregelen ter verwezenlijking van de verhongaarsing van het koninkrijk, was Széll veel gematigder dan zijn voorgangers. In 1903 trad hij af, ten gevolge van aanslepende moeilijkheden bij het voeren van de onderhandelingen over het financiële luik van de Ausgleich.